# リュシアン・ルバテ

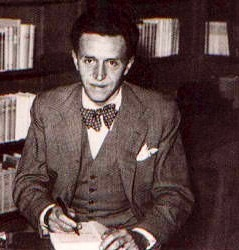
リュシアン・ルバテ

リュシアン・ルバテ（Lucien Rebatet, 1903年11月15日 - 1972年8月24日）は、フランスの著作家、ジャーナリストである。第二次世界大戦中のフランスにおける対独協力派「コラボラトゥール」の一員。

## 略歴
ドローム県モラ・アン・ヴァロワール村に生まれる。1923年、ソルボンヌ大学哲学科に入学する。経済的な厳しさから、中学校で教職にあたりながら学んでいた。1927年に同大学を卒業する。同年より兵役に就き、そのころより王党派右翼団体アクション・フランセーズ発行の新聞『アクション・フランセーズ』を購読していた。
翌年兵役を終えたが、世界恐慌による就職難で、保険会社の営業職に不本意な給料で就職せざるを得なかった。一部ではこの学生時代より連綿と続く経済的不遇が、彼を強烈な反ユダヤ主義者にしたといわれている。
翌1929年に愛読していた『アクション・フランセーズ』の音楽欄のコンサート評を執筆したのをきっかけに、文筆業に専念する。ルバテの担当する高い教養に裏打ちされた音楽欄は評判がよく、ルバテは文筆家として若くして頭角を表すようになった。
1933年より、同じく保守系の新聞『ジュ・スィ・パルトゥ』に寄稿する。以後は、以前より政治的主張で違和感を覚えていた『アクション・フランセーズ』ではなく、こちらを中心にジャーナリストとして活躍する。
1933年に隣国ドイツにおいて、ヒトラーを中心とする内閣が誕生すると、ルバテはその強硬的な“改革”（共産党、ユダヤ人に対する弾圧等）を観て、驚嘆し、自国フランスにおいても、強力なドイツに対抗しうる政権を望むようになる。そのためには緊急かつ強力にユダヤ人を排除せよという主張を繰り広げた。
しかしその後、ヒトラーによるオーストリア併合、ズデーテン地方の併合を黙認しているフランス第三共和国において、このような強力な国家を樹立することは不可能と断じ、その後、対独戦が始まると、敗北主義的論調を執筆するようになった。
対独戦においては従軍するも、フランス軍は連敗に継ぐ連敗で、前線は後退しつづけ、ルバテもそれに従い国土を南下する。その後フランスは、大した戦果を挙げることもなく降伏する。首都パリは占領され、南部ヴィシーに親独中立のヴィシー・フランスが成立した。このころ、反ドイツの思いからパリを脱出した『アクション・フランセーズ』を脱退。パリで『ジュ・スィ・パルトゥ』への寄稿に専念することになった。
1942年に、ユダヤ人、『アクション・フランセーズ』の盟友、フランス革命以来の伝統的右翼、第三共和国、連合国、はてはナチス・ドイツに対する不満や怒りや憎悪をぶちまけた問題作『残骸』を発表する。これは占領下のフランスでベストセラーとなった。
1943年以後、次第に敗色が濃くなってゆくナチス・ドイツを見て、多くの対独協力派が離反してゆくことになるが、ルバテだけは最後までナチズム信奉を貫いた。ちょうど同時期に取りかかっていた大長編小説を執筆しながら、撤退してゆくドイツ軍に従軍し、ドイツやオーストリアを転々とするも、その膨大な原稿から逃亡が不可能になり、原稿を妻に託して、1945年5月8日、連合国軍に出頭した。
その後、フランスで開かれたシャルル・ド・ゴールによる法廷で、戦前からの反ユダヤ主義扇動、対独協力の全てを罪状に挙げられる。フランス共産党員で占められる裁判においては、死刑以外の判決は考えられなかった。死刑判決後、いつ刑が執行されるともわからない状況の中でも彼は執筆を続けた。一方、牢獄の外では妻やかつての盟友たちが熱心に減刑運動を展開しており、敵味方問わず多くの署名が集まった。1947年には運動の甲斐あり、無期懲役に減刑された。
1952年2月に渾身の大長編『ふたつの旗』が出版され、7月には釈放された。しかしこの力作は、出版当初はほぼ何の反響もなく迎えられた。
1954年より再びパリに居住し、執筆活動を続けるが、なかなか自身の満足する作品が出来なかったのか、いくつかの作品がお蔵入りとなっている。ようやく出版できたのが、執筆10年に及んだ1969年の『ひとつの音楽史』で、これはコラボラトゥールの悪名に反し、現在でも重版を重ねている。1972年に次回作「美術史」の構想を抱えながら死去した。68歳没。

## 評価
『アクション・フランセーズ』以来、ルバテの豊富な教養は評価されているものの、現代フランスでルバテの名は「コラボラトゥール」の悪名で知れ渡っている。ただし『残骸』が急進的反ユダヤ主義の政治的、暴力的内容であったのとうって変わって『ふたつの旗』は西洋に連綿と続く人文主義、教養主義、信仰、恋愛をテーマとした大作であり「『残骸』の作者がいかにして『ふたつの旗』を書くことができたのか」と言わしめた。
戦後の大作『ひとつの音楽史』においてもメソポタミアの太古からクセナキスなど現代音楽まで網羅した、常軌を逸した大作を執筆した。その極めて高い教養力がうかがえ、現代において問題の多い作家の一人である。

## 著書

### 訳書
- 『残骸 (書籍)（フランス語版）』（池部雅英訳、国書刊行会、2002年）
- 『ふたつの旗（フランス語版）』上・下（岩崎力 訳、国書刊行会、1997年）

### 原書
（一部）
- 『Les Épis mûrs』（Gallimard、1954年）
- 『Une histoire de la musique(ひとつの音楽史)』（Robert LaffontとRaymond Bourgine、1969年）